# Kerboga
Kerboga (arabsko: كربغا, turško: Kürboğa), slaven seldžuški vojskovodja, med prvo križarsko vojno atabeg Mosula.

## Življenjepis
Po narodnosti je bil Turek in je ves uspeh dolgoval svojemu vojaškemu talentu. Kerboga je bil aroganten mož, ki ni bil priljubljen med drugimi zaradi svoje osebnosti in obnašanja. Ko je leta 1098 glavnina križarske vojske oblegala Antiohijo, je zbral svojo vojsko in se odpravil iz Mosula na vojni pohod, da bi osvobodil mesto. Pred Antiohijo je prišel med 5. in 9. junijem, toda mesto je bilo že od 3. junija v križarskih rokah. Ker križarjem do njegovega prihoda ni uspelo obnoviti zalog, se je Kerboga odločil za obleganje mesta. Oblegovalci so postali obleganci.  
Med obleganjem je Peter Puščavnik s soglasjem plemstva poslal Kerbogi odposlanca s predlogom, da sprti strani poravnata svoje spore z dvobojem. Kerboga se je očitno počutil varnega in ga tak način reševanja sporov ni zanimal, zato je ponudbo zavrnil. 
Med obleganjem je Peter Bartolomej v mestu razglasil, da je v svojem videnju odkril sveto sulico, s katero so prebodli Kristusa na križu. Odkritje je dalo krščanski vojski nov zagon. Prav takrat je v muslimanski vojski prišlo do nesoglasij  in notranjih spopadov. 
28. junija so križarji pod Bohemondovim poveljstvom napadli Kerbogovo vojsko in jo popolnoma presenetili in razbili. Kerboga je verjetno pričakoval, da so krščanski vitezi izčrpani in neorganizirana, zato je v bitki pred mestom doživel popoln poraz in se po njej umaknil nazaj v Mosul. Preprosto ni mogel verjeti, da bi bil kdo tako pogumen - ali pa neumen- da bi se skušal prebiti iz obleganega mesta.   